# Тряскін Микола Адріанович
Тряскін Микола Адріанович (рос. Тряскин Николай Адрианович; 1902–1995) — радянський і український художник.

## Біографічні відомості
Народ. 4 грудня 1902 р. в Москві. Закінчив Вищий художньо-театральний інститут (1925) та кіноакадемію при Всесоюзному державному інституті кінематографії (1937).
У 1928 році був завідувачем теа-кіно-фотовідділу Київського художнього Інституту (КХІ), виступав у фаховій пресі з питань кіноосвіти. Працював у галузі театрального та кінодекораційного мистецтва.
Був членом Спілки художників України.

## Фільмографія
Оформив кінофільми:
- «Том Соєр» (1936, у співавт. з О. Бобровниковим)
- «Директор» (1938, у співавт. з О. Бобровниковим)
- «Винищувачі» (1939, у співавт. з Михайлом Солохою)
- «Травнева ніч» (1940, у співавт. з М. Симашкевич)
- «Макар Нечай» (1940, у співавт. з Юрієм Рогочиєм)
- «Штепсель одружує Тарапуньку» (1957, декоратор).